# イソベン・里村タマミの事件簿
『夏樹静子サスペンス イソベン・里村タマミの事件簿』（なつきしずこサスペンス イソベン・さとむらタマミのじけんぼ）は、2010年から2013年までTBS系「月曜ゴールデン」で放送されたテレビドラマシリーズ。全2回。主演は沢口靖子。

## キャスト

### 旗の台法律事務所
里村タマミ
演 - 沢口靖子
弁護士。
椎名麻衣子
演 - 山田麻衣子（第1作）
アシスタント。
正木憲一
演 - 佐々木岳史（第2作）
アシスタント。
相川奈緒
演 - 西慶子（第2作）
事務員。
塔之木善隆
演 - 古谷一行
所長。報酬は二の次で儲からない依頼に情熱を注いでいる。そのおかげで事務所の評判は上がるが、壊れた備品の買い換えはできないでいる。

### ゲスト
★（被告人）
◆（被害者）
第1作「見えない貌」（2010年）
- 日野朔子（晴菜の母） - 筒井真理子
- 永沢悟（東光損保 支店長・晴菜の不倫相手） - 新井康弘
- 永沢彰（永沢の息子） - 坂本恵介
- 溝口晴菜（専業主婦） - 石原あつ美 ◆
- 布施（検事） - 大島蓉子
- 真田智一（フリーライター・晴菜の不倫相手） - 松田賢二 ★
- 溝口輝男（製薬会社営業・晴菜の夫） - 一條俊
- 加納（記者） - 井田國彦
- 八十川涼子（晴菜の友人） - 澤山薫
- タマミの母 - 岡本麗
- 医師 - 河田義市
- イタリアン店の店員 - 由利尚子
- 和菓子屋店員 - 藤野めぐみ
- 秋元康介 - 中原丈雄

第2作「霧氷」（2013年）
- 乾陶子（陶芸家） - 櫻井淳子
- 八尋由花（典孝の妻・育児ノイローゼにより息子を殺害） - 浜丘麻矢 ★
- 八尋典孝（八尋商事 社長） - 飯田基祐
- 峯田加寿子（典孝の妹） - 山下容莉枝
- 峯田繁之（徳宝建設 社員・加寿子の夫） - 井上康
- 秋島由夫（カメラマン・陶子の恋人） - 久ヶ沢徹
- 長谷部（検事） - 篠塚勝
- 元岡達子（スナックのママ・秋島の古い友人） - 山崎未花
- 百合川（裁判長） - 越村公一
- 裁判長 - 長沢大
- 阿久津寛治（慶名病院 医師・由花の主治医） - 太川陽介
- 諏訪北警察署 刑事 - コビヤマ洋一
- 新倉（諏訪北警察署 刑事） - 金子裕
- 山口昌代（慶名病院 看護師） - 川俣しのぶ
- 女医 - 香取海沙
- 藤波久雄（藤波マタニティクリニック 院長） - 加納健次
- 桜井麻子（藤波マタニティクリニック 看護師長） - 志水季里子
- 藤波マタニティクリニック 医師 - 海宝弘之
- 高瀬千明（藤波マタニティクリニック 看護師） - 沢井美優
- 八尋侑造（八尋商事 創業者・典孝と加寿子の父） - 若林豪

## スタッフ
- 原作 - 夏樹静子
- 脚本 - 松本美弥子
- 監督 - 中野昌宏、竹安正嗣
- 編成担当 - 永山由紀子
- プロデューサー - 横山千賀
- 製作 - TBS、東阪企画

## 放送日程
| 話数 | 放送日         | サブタイトル | 原作                       | 脚本       | 監督     | 視聴率 |
| ---- | -------------- | ------------ | -------------------------- | ---------- | -------- | ------ |
| 1    | 2010年06月07日 | 見えない貌   | 「見えない貌」（光文社刊） | 松本美弥子 | 中野昌宏 | 12.5%  |
| 2    | 2013年10月21日 | 霧氷         | 「霧氷」（光文社文庫刊）   | 松本美弥子 | 竹安正嗣 | 10.1%  |

- 視聴率はビデオリサーチ調べ、関東地区・世帯